# Lekkoatletyka na Letnich Igrzyskach Olimpijskich 2012 – bieg na 1500 m mężczyzn
Bieg na 1500 metrów mężczyzn – jedna z konkurencji lekkoatletycznych rozgrywanych podczas XXX Igrzysk Olimpijskich w Londynie.
Wyznaczone przez IAAF minima kwalifikacyjne wynosiły 3:35,50 (minimum A) oraz 3:38,00 (minimum B). Obrońca tytułu mistrzowskiego z 2008 roku Kenijczyk Asbel Kiprop zajął w Londynie ostatnie miejsce w biegu finałowym.

## Terminarz
| Data                       | Czas  | Runda      |
| -------------------------- | ----- | ---------- |
| Piątek, 3 sierpnia 2012    | 20:05 | Eliminacje |
| Niedziela, 5 sierpnia 2012 | 20:15 | Półfinał   |
| Wtorek, 7 sierpnia 2012    | 21:00 | Finał      |

## Rezultaty

### Eliminacje

#### Bieg 1
| Poz. | Zawodnik             | Reprezentacja     | Czas    | Uwagi |
| ---- | -------------------- | ----------------- | ------- | ----- |
| 1    | Taoufik Makhloufi    | Algieria          | 3:35.15 | Q     |
| 2    | Mekonnen Gebremedhin | Etiopia           | 3:36.56 | Q     |
| 3    | Asbel Kiprop         | Kenia             | 3:36.59 | Q     |
| 4    | Ross Murray          | Wielka Brytania   | 3:36.74 | Q     |
| 5    | Mohamad Al-Garni     | Katar             | 3:36.99 | Q     |
| 6    | Leonel Manzano       | Stany Zjednoczone | 3:37.00 | Q     |
| 7    | Florian Carvalho     | Francja           | 3:37.05 | q, SB |
| 8    | Mohamed Moustaoui    | Maroko            | 3:37.41 | q     |
| 9    | Ryan Gregson         | Australia         | 3:38.54 | q     |
| 10   | Belal Mansoor Ali    | Bahrajn           | 3:38.69 | q     |
| 11   | Jegor Nikołajew      | Rosja             | 3:38.92 | q, SB |
| 12   | Álvaro Rodríguez     | Hiszpania         | 3:41.54 |       |
| 13   | Teklit Teweldebrhan  | Erytrea           | 3:42.88 |       |
| 14   | Mamadou Barry        | Gwinea            | 4:05.08 |       |
| 15   | Rabiou Guero Gao     | Niger             | 4:05.46 |       |

#### Bieg 2
| Poz. | Zawodnik                | Reprezentacja     | Czas    | Uwagi |
| ---- | ----------------------- | ----------------- | ------- | ----- |
| 1    | Mohammed Shaween        | Arabia Saudyjska  | 3:39.42 | Q, SB |
| 2    | Hamza Driouch           | Katar             | 3:39.67 | Q     |
| 3    | İlham Tanui Özbilen     | Turcja            | 3:39.70 | Q     |
| 4    | Silas Kiplagat          | Kenia             | 3:39.79 | Q     |
| 5    | Nathan Brannen          | Kanada            | 3:39.95 | Q     |
| 6    | Andrew Baddeley         | Wielka Brytania   | 3:40.34 | Q     |
| 7    | Andrew Wheating         | Stany Zjednoczone | 3:40.92 | q     |
| 8    | David Bustos            | Hiszpania         | 3:41.34 |       |
| 9    | Dmitrijs Jurkevičs      | Łotwa             | 3:41.40 |       |
| 10   | Dawit Wolde             | Etiopia           | 3:41.81 |       |
| 11   | Niclas Sandells         | Finlandia         | 3:42.67 |       |
| 12   | Jamale Aarrass          | Francja           | 3:45.13 |       |
| 13   | Mohamed Mohamed         | Somalia           | 3:46.16 |       |
| 14   | Nabil Mohammed Al-Garbi | Jemen             | 3:55.46 | SB    |
| -    | Amine Laâlou            | Maroko            |         | DNS   |

#### Bieg 3
| Poz. | Zawodnik            | Reprezentacja     | Czas    | Uwagi |
| ---- | ------------------- | ----------------- | ------- | ----- |
| 1    | Nick Willis         | Nowa Zelandia     | 3:40.92 | Q     |
| 2    | Abdalaati Iguider   | Maroko            | 3:41.08 | Q     |
| 3    | Yoann Kowal         | Francja           | 3:41.12 | Q     |
| 4    | Henrik Ingebrigtsen | Norwegia          | 3:41.33 | Q     |
| 5    | Matthew Centrowitz  | Stany Zjednoczone | 3:41.39 | Q     |
| 6    | Carsten Schlangen   | Niemcy            | 3:41.51 | Q     |
| 7    | Diego Ruiz          | Hiszpania         | 3:41.52 |       |
| 8    | Aman Wote           | Etiopia           | 3:41.67 |       |
| 9    | Nixon Chepseba      | Kenia             | 3:42.29 |       |
| 10   | Emad Noor           | Arabia Saudyjska  | 3:42.95 |       |
| 11   | Eduar Villanueva    | Wenezuela         | 3:43.11 |       |
| 12   | Andreas Vojta       | Austria           | 3:43.52 |       |
| 13   | Ciarán O'Lionaird   | Irlandia          | 3:48.35 | SB    |
| 14   | Samuel Vázquez      | Portoryko         | 3:49.19 |       |

### Półfinał

#### Bieg 1
| Poz. | Zawodnik             | Reprezentacja     | Czas    | Uwagi |
| ---- | -------------------- | ----------------- | ------- | ----- |
| 1    | Taoufik Makhloufi    | Algieria          | 3:42.25 | Q     |
| 2    | Asbel Kiprop         | Kenia             | 3:42.92 | Q     |
| 3    | Mekonnen Gebremedhin | Etiopia           | 3:42.93 | Q     |
| 4    | Leonel Manzano       | Stany Zjednoczone | 3:42.94 | Q     |
| 5    | Henrik Ingebrigtsen  | Norwegia          | 3:43.26 | Q     |
| 6    | Mohamed Moustaoui    | Maroko            | 3:43.33 |       |
| 7    | Mohammed Shaween     | Arabia Saudyjska  | 3:43.39 |       |
| 8    | Yoann Kowal          | Francja           | 3:43.48 |       |
| 9    | Andrew Wheating      | Stany Zjednoczone | 3:44.88 |       |
| 10   | Ross Murray          | Wielka Brytania   | 3:44.92 |       |
| 11   | Hamza Driouch        | Katar             | 3:49.40 |       |
| 12   | Ryan Gregson         | Australia         | 3:51.86 |       |

#### Bieg 2
| Poz. | Zawodnik            | Reprezentacja     | Czas    | Uwagi |
| ---- | ------------------- | ----------------- | ------- | ----- |
| 1    | Abdalaati Iguider   | Maroko            | 3:34.00 | Q, SB |
| 2    | Silas Kiplagat      | Kenia             | 3:34.60 | Q     |
| 3    | Nick Willis         | Nowa Zelandia     | 3:34.70 | Q     |
| 4    | Nixon Chepseba      | Kenia             | 3:34.89 | Q     |
| 5    | Matthew Centrowitz  | Stany Zjednoczone | 3:34.90 | Q, SB |
| 6    | İlham Tanui Özbilen | Turcja            | 3:35.18 | q     |
| 7    | Belal Mansoor Ali   | Bahrajn           | 3:35.40 | q, SB |
| 8    | Andrew Baddeley     | Wielka Brytania   | 3:36.03 |       |
| 9    | Mohamad Al-Garni    | Katar             | 3:36.78 |       |
| 10   | Igor Nikołajew      | Rosja             | 3:37.28 | PB    |
| 11   | Carsten Schlangen   | Niemcy            | 3:38.23 |       |
| 12   | Nathan Brannen      | Kanada            | 3:39.26 |       |
| 13   | Florian Carvalho    | Francja           | 3:40.61 |       |

### Finał
| Poz. | Zawodnik             | Reprezentacja     | Czas    | Uwagi |
| ---- | -------------------- | ----------------- | ------- | ----- |
|      | Taoufik Makhloufi    | Algieria          | 3:34.08 |       |
|      | Leonel Manzano       | Stany Zjednoczone | 3:34.79 | SB    |
|      | Abdalaati Iguider    | Maroko            | 3:35.13 |       |
| 4    | Matthew Centrowitz   | Stany Zjednoczone | 3:35.17 |       |
| 5    | Henrik Ingebrigtsen  | Norwegia          | 3:35.43 | NR    |
| 6    | Mekonnen Gebremedhin | Etiopia           | 3:35.44 |       |
| 7    | Silas Kiplagat       | Kenia             | 3:36.19 |       |
| 8    | İlham Tanui Özbilen  | Turcja            | 3:36.72 |       |
| 9    | Nick Willis          | Nowa Zelandia     | 3:36.94 |       |
| 10   | Belal Mansoor Ali    | Bahrajn           | 3:37.98 |       |
| 11   | Nixon Chepseba       | Kenia             | 3:39.04 |       |
| 12   | Asbel Kiprop         | Kenia             | 3:43.83 |       |